# Мануэль (лунный кратер)
Кратер Мануэль (лат. Manuel) — маленький ударный кратер в западной части Моря Ясности на видимой стороне Луны. Название присвоено по испанскому мужскому имени и утверждено Международным астрономическим союзом в 1976 г.

## Описание кратера

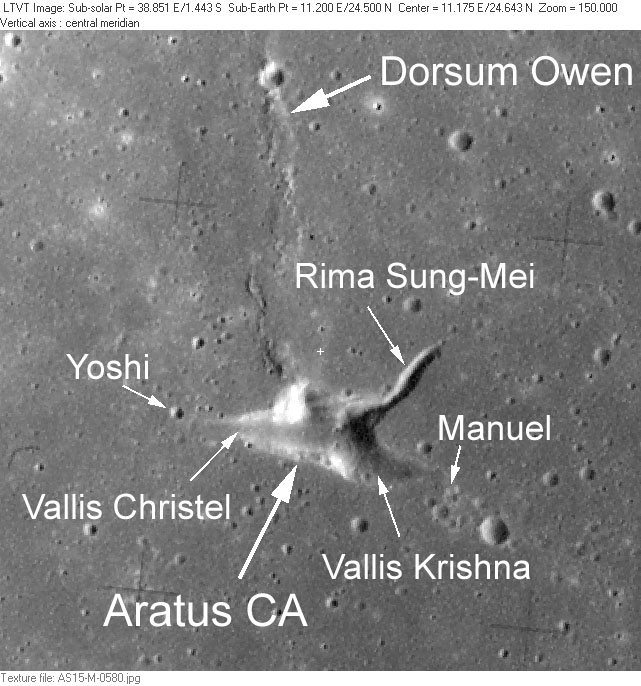
Окрестности кратера Мануэль. Снимок с борта Аполлона-15.

В непосредственной близости на востоке от кратера Мануэль находятся кратеры Арат CA и Йоши. Также вблизи кратера располагается гряда Оуэна на севере-северо-западе; Кришна и долина Кристель на западе и борозда Сунь-Мей на севере. Другими его ближайшими соседями являются кратер Джой на западе; кратер Линней на севере; кратер Бантинг на востоке-северо-востоке; кратер Хорнсби на востоке-юго-востоке и кратер Сульпиций Галл на юге. На западе от кратера Мануэль находится гряда Гэста, а за ней горы |Апеннины; на северо-западе мыс Френеля; на востоке гряда Фон Котта; на юге гряда Буклэнда; на юго-западе борозды Сульпиция Галла. Селенографические координаты центра кратера 24°28′ с. ш. 11°22′ в. д. / 24,47° с. ш. 11,36° в. д., диаметр 570 м, глубина 69 м.
Кратер Мануэль представляет собой понижение местности неправильной формы. Северная часть кратера с востока на запад отмечена цепочкой мелких кратеров.

## Сателлитные кратеры
Отсутствуют.